# 이창선 (유도 선수)
이창선(1956년 1월 11일 ~ )은 대한민국의 유도 선수이다. 그는 1976년 하계 올림픽 남자 하프 미들급 경기에 출전했었다.